# Juliaca deanna
Juliaca deanna är en insektsart som beskrevs av Young 1977. Juliaca deanna ingår i släktet Juliaca och familjen dvärgstritar. Inga underarter finns listade i Catalogue of Life.